# Blastobasídeos
Blastobasídeos (Blastobasidae) é uma família de insectos da ordem Lepidoptera.